# سفارة تيمور الشرقية في واشنطن العاصمة
سفارة تيمور الشرقية (تيمور - ليشتي) في واشنطن العاصمة هي البعثة الدبلوماسية لتيمور الشرقية لدى الولايات المتحدة. يقع في 3415 شارع ماساتشوستس، شمال غرب واشنطن العاصمة في حي أمباسي رو.
السفير هو كونستانسيو دا كونسيساو بينتو.

## روابط خارجية
- الموقع الرسمي